# Cervona Hirka, Peatîhatkî
Cervona Hirka (în ucraineană Червона Гірка) este un sat în comuna Holodiivka din raionul Peatîhatkî, regiunea Dnipropetrovsk, Ucraina.

## Demografie
Componența lingvistică a localității Cervona Hirka
     Ucraineană (100%)
Conform recensământului din 2001, toată populația localității Cervona Hirka era vorbitoare de ucraineană (100%).